# Kid Francescoli
Kid Francescoli est un groupe français de pop, originaire de Marseille, dans les Bouches-du-Rhône. Il est lancé en 2002 par Mathieu Hocine, compositeur marseillais. À partir de 2009, ce dernier travaille avec Julia Minkin avec qui il co-écrit les chansons et avec Mathieu Chrétien à la batterie pour les concerts.
Kid Francescoli rencontre le succès en 2013 avec son troisième album, With Julia, marqué notamment par le titre Blow Up et son clip, un petit court-métrage. Le quatrième album sorti en 2017, Play Me Again, confirme cette réussite à travers une tournée internationale de près de deux ans et plusieurs tubes notamment Moon (and It Went Like...) qui cumule près de 90 millions de vues sur YouTube et qui bat des records au niveau planétaire sur TikTok. Pour son cinquième album, Lovers, qui sort le 31 janvier 2020, Mathieu Hocine s'entoure de quatre nouvelles chanteuses. La tournée internationale, rapidement arrêtée du fait de la COVID, redémarre un an plus tard avec notamment un passage à l'Olympia qui affiche complet le 17 juin 2021 et de nombreuses dates sur le continent américain. Kid Francescoli sort Sunset Blue son sixième album le 22 septembre 2023.
La musique de Kid Francescoli a été utilisée pour de nombreux spots publicitaires (Façonnable, Lanvin, Lacoste, Chanel, Lancôme, Citroën...), dans des séries (Mafiosa, Skam, Valeria et Emily in Paris) mais également au cinéma (bande originale de Azuro, long métrage de Matthieu Rozé).

## Histoire

### Débuts (2000–2009)

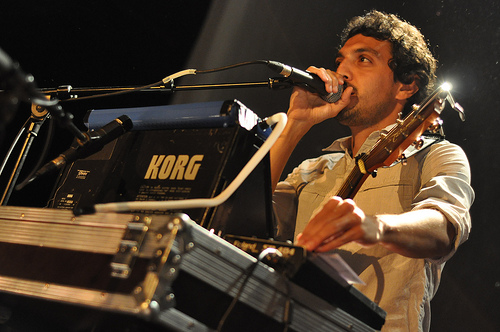
Matthieu Hocine derrière son Korg.

Mathieu Hocine, amateur de football et supporter de l'Olympique de Marseille, a pris ce nom de scène en hommage à Enzo Francescoli, joueur uruguayen du club dont l'élégance légendaire lui avait valu d'être surnommé « le Prince ». Par ailleurs, « Kid » indique qu'il s'agit d'un projet à la connotation personnelle assumée : « Kid Francescoli est autant un groupe de musique que l'extension musicale de Mathieu Hocine. »
Autodidacte, Mathieu Hocine compose depuis son plus jeune âge. En 2000, il commence à développer son projet Kid Francescoli. En 2002, un de ses titres, Mad Legs, est pré-sélectionné dans le cadre du concours CQFD du magazine Les Inrocks. En 2004, Kid Francescoli participe à la finale française à 10 du concours Projet Démo chargé de sélectionner un artiste pour le Festival international de Benicàssim avec deux titres, Vincent un attore et Villa Borghese. Ces deux morceaux sortent sur la compilation L'Heure pop du label Les Chroniques Sonores. Kid Francescoli donne alors ses premiers concerts sous la forme d’un quatuor. Sous la direction de Mathieu Hocine et avec Laetitia Abello au chant, le groupe livre des compositions pop avec des textes en anglais et en italien. En 2005, il assure d'emblée la première partie du concert de Sébastien Schuller à l'occasion du festival Marsatac. Kid Francescoli sort son premier album en 2006. Cet album éponyme, Kid Francescoli, compte onze titres. Vincent un attore en est le titre phare. Le groupe se produit alors régulièrement dans le sud de la France de Bordeaux à Nice, mais aussi à Marseille au Poste à Galène ou au Cabaret aléatoire. Kid Francescoli entame alors une première tournée nationale où il assure notamment les premières parties des concerts de Vincent Delerm et Peter von Poehl à Paris (diffusé en live sur RFI) ou de Troy Von Balthazar au festival Les Voix du Gaou. Il participe fin 2006 aux présélections Provence-Alpes-Côte d'Azur du Printemps de Bourges 2007 comme prétendant au titre Découverte du festival. En 2007 et 2008, Kid Francescoli donne ses premiers concerts à l'étranger (Italie, Luxembourg, Allemagne) et assure également les premières parties de Sébastien Tellier, de Cocoon ou Menomena.
Un EP de 6 morceaux, It's Happening Again, sort en 2010 qui comprend deux reprises remixées de l’album précédent (Vincent un attore et 25), trois nouveaux titres (One Moment, 9 A.M, In My Bed), précurseurs de l’album à venir ainsi qu’un remix de One Moment par le groupe Nasser. Le titre One Moment est alors en playlist sur Radio Nova. Kid Francescoli est à cette époque reçu par Éric Naulleau sur le plateau de TPS dans Star Mag.
Un deuxième album, portant le même nom que l’EP, est enregistré par le groupe ; terminé en 2010, It's Happening Again sort en 2012 sous le label Alter-K. Cet album compte neuf titres parmi lesquels Glass and Stones (duo de voix de Mathieu Hocine et Laetitia Abello), 83 Horses (pop nostalgique illustrée par un clip très graphique tourné à New York) et One Moment.

### Tournant (2009–2013)
En 2009, Mathieu Hocine part seul découvrir New York ; ce voyage s’avérera décisif pour la suite de sa carrière. À l’occasion d’un concert auquel il assiste au Pianos à Manhattan dans le Lower East Side, il rencontre Julia Minkin venue de Chicago ; Julia propose alors sa voix et le duo fonctionne instantanément. Après avoir connu une histoire d’amour, ils se séparent. Mathieu retourne à Marseille laissant Julia à New York. Ils restent toutefois en contact et poursuivent leurs échanges musicaux par Internet.
Revenu dans sa ville, Mathieu multiplie les projets avec ses amis de la scène musicale marseillaise alors en pleine effervescence. Il se produit sur scène avec Mathieu Poulain de Oh Tiger Mountain avec qui il part jouer en Colombie, avec Olivier Scalia aka Johnny Hawaii mais aussi avec Simon Henner et Nicolas Viégeolat du groupe Nasser (passage par le festival Garorock à Marmande en 2011). En 2012, Mathieu Hocine, Mathieu Poulain et Simon Henner créent le groupe Husbands, sortent plusieurs titres qui ne passent pas inaperçus (Dream, Overseas) et partent en tournée. Laurent Garnier, le « pape de l'électro française » les remarque et leur propose de sortir en mars 2015 l'album Husbands sous le label qu'il vient de créer, Sounds Like Yeah. Outre le fait de permettre à Kid Francescoli de se consacrer à la musique à 100% et d’en vivre pleinement, cette parenthèse à cheval sur plusieurs projets l'amène à affiner ses méthodes de travail et à affirmer son identité musicale : c’est un véritable tournant dans sa carrière de musicien et d’artiste plus largement. C'est également à cette époque que Kid Francescoli a le privilège de disposer d'un studio d’enregistrement en plein centre-ville de Marseille qu'il partage avec les groupes avec lesquels il travaille : Oh Tiger Mountain, Nasser, Husbands, French 79, Date with Elvis, Diapositive.
En parallèle, il ressort de la relation de Mathieu Hocine et de Julia Minkin par delà l’océan un certain nombre de chansons qui retracent l’histoire sublimée de leur amour passé et de leur rupture. L'album With Julia en est le résultat.

### Succès avecWith Julia(2013–2016)
Le premier titre de l'album With Julia, Blow Up, mis en ligne le 14 mai 2013, rencontrera un grand succès du fait notamment du clip au format cinématographique (petit court-métrage de près de 7 minutes). Tourné à New York, ce clip, qui totalise plus de 2 millions de vues sur Youtube, peut aujourd'hui être considéré comme un titre signature de Kid Francescoli. Plusieurs versions sortent dans diverses compilations notamment en Australie et en Allemagne ; ces versions audio, généralement plus courtes, ne contiennent pas forcément les moments de silence ou les passages parlés caractéristiques de la version initiale.
Le clip du titre Does she?, véritable prequel (ou préquelle) de Blow Up, tourné cette fois à Los Angeles, est mis en ligne le 19 juin 2015 (soit deux ans plus tard); ce clip fait écho à celui de Blow Up tant par le format (court métrage de plus de 10 minutes), le scénario (thèmes et personnages communs) que par la fascination pour les États-Unis qui en ressort, qui fut celle que l’auteur a ressentie au cours de son voyage originel. Ces deux clips ont été réalisés par Hawaii and Smith.
Achevé dès 2013, l’album With Julia, produit par Simon Henner et mixé par Krikor, sort le 22 mars 2014 sous le label Microphone Recordings, sous format numérique uniquement. En mars 2015, une version bonus sort sous le label Yotanka Records sous format CD et vinyle avec deux titres supplémentaires (titre Dirty Blonde en français et remix de I Don't Know How par French 79). Ayant pour thème de départ cette histoire d’amour aux États-Unis, cet album compte donc 9 puis 11 titres: on y trouve bien sûr Blow Up et Does She? mais également Prince Vince (autre morceau signature - électro - de Kid Francescoli), Disco Queen ou Mr Know It All (duo de voix de Mathieu Hocine et Julia Minkin). Si chaque titre a son univers propre, ce qui est notamment lié pour cet album à des enregistrements non conventionnels (via Skype) voire à des prises uniques, Mathieu Hocine veille à donner une cohérence à l'album autour d'un thème ainsi qu’une progression.
À l'occasion de la sortie de l'album, Julia Minkin quitte les États-Unis pour s’installer à Marseille. Elle assure avec Mathieu Hocine la tournée éponyme, With Julia qui commence dès le 26 mars 2014 et durera deux ans, en France et en Europe, soit près de 50 dates. Kid Francescoli est reçu par de nombreux médias notamment sur France Inter en 2014 dans l'émission d'André Manoukian, puis en 2015. C’est également à l’occasion de cette tournée que le duo se renforce avec l’arrivée d’un batteur de jazz renommé, Mathieu Chrétien ; cela apporte au groupe de la présence physique sur scène mais surtout une acoustique live en complément des machines.
Le groupe se produit notamment au festival Marsatac à Marseille, à la Coopérative de mai à Clermont-Ferrand, à La Boule noire à Paris, aux Primeurs de Massy et aux Transmusicales de Rennes en 2014, au Nouveau Casino à Paris, au Printemps de Bourges, au Stereolux à Nantes, au festival Art rock de Saint-Brieuc, au festival de Dour en Belgique, et au For Noise Festival en Suisse en 2015. En 2016, Kid Francescoli passe notamment par La Machine du Moulin Rouge à Paris (soirée Microphone Recordings), le festival Les Z'éclectiques à Cholet, au Sakifo Musik Festival à La Réunion, à Durban en Afrique du Sud, au Sun festival de Marrakech et, pour conclure, à Istanbul en Turquie au début de 2017. À l’issue de la tournée With Julia, la préparation d’un nouvel album sur la base de ce duo est une évidence.
En novembre 2016, Kid Francescoli sort un single, Bang Bang (My Baby Shot Me Down), reprise d’une célèbre chanson de Cher et Nancy Sinatra de 1966. Ce single est aussitôt utilisé par Lacoste pour le spot publicitaire du nouveau parfum L.12.12 Magnetic pour Elle et Lui. Ce spot publicitaire en ligne compte plus de 13 millions de vues.

### Confirmation avecPlay Me Again(2017–2018)

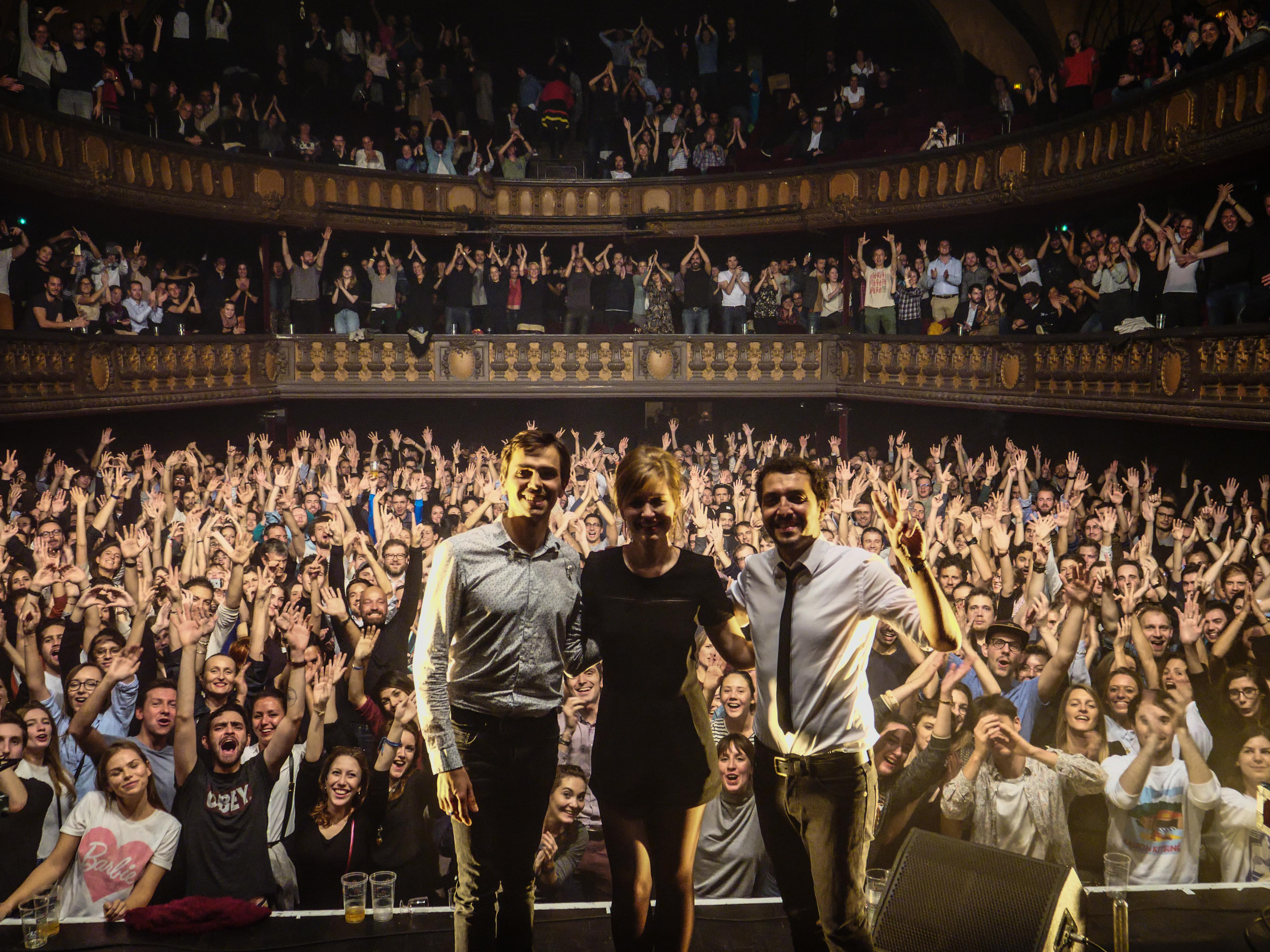
Concert au Trianon à Paris en 2017.

L’album Play Me Again, à nouveau produit par Simon Henner (aka French 79), mais mixé cette fois par Antoine Thibaudeau (co-réalisateur des albums de Thylacine), sort en mars 2017 sous le label Yotanka Records et compte 11 titres. Play Me Again est dans la continuité de With Julia. Le cadre a changé, ce n’est plus New York mais Marseille ; la love story est terminée, mais s’est transformée en une liaison musicale complice et une forte proximité artistique comme cela est analysé par Alain Pilot dans son émission quotidienne, La Bande passante, sur RFI.

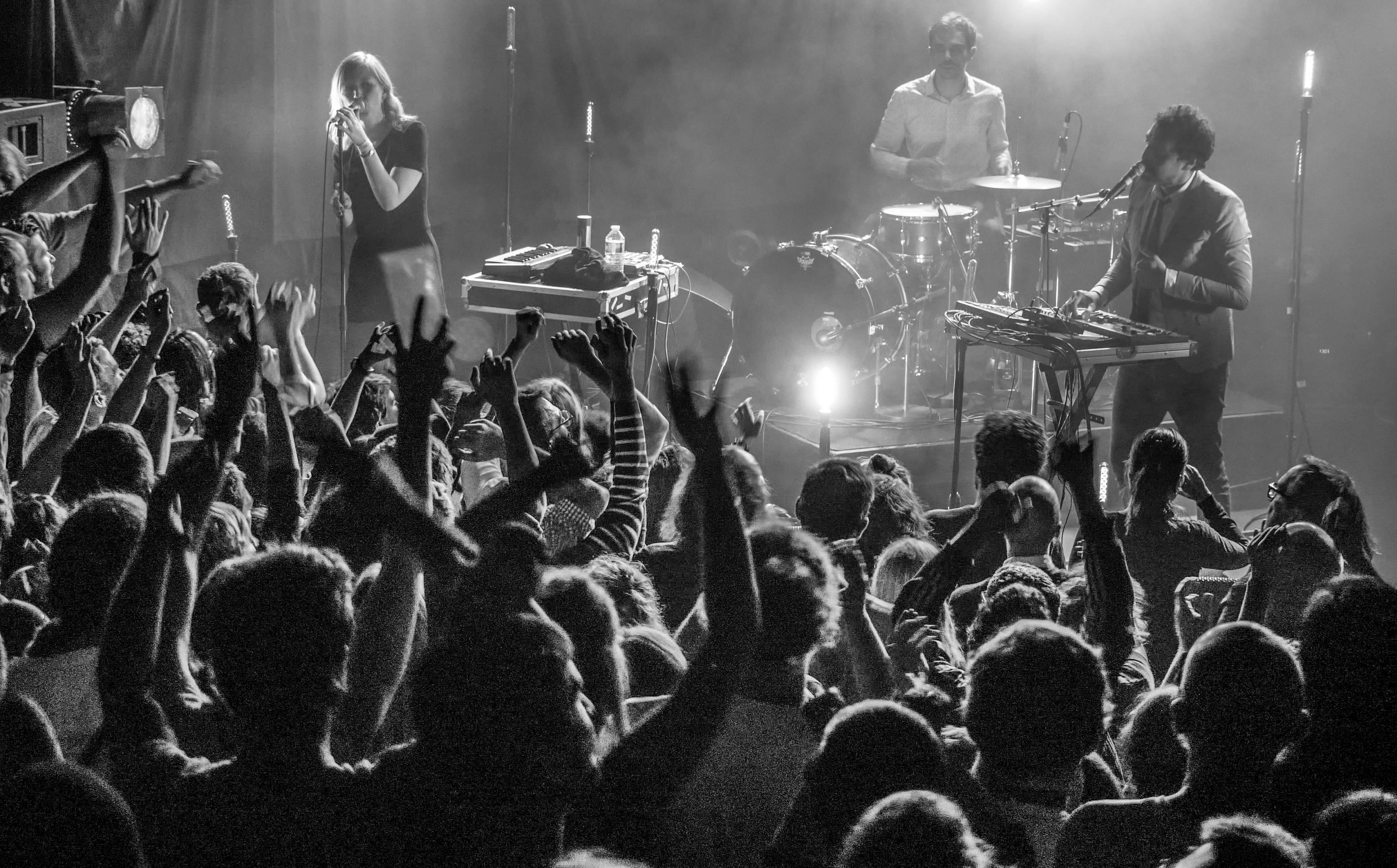
Le Trianon en 2017.

Ce qui marque cet album est la diversité de styles des chansons proposées,. Les Vitrines, premier titre de l’album, est un duo pop classique mâtiné d'électro ; c'est le seul titre en français de l'album ; il s’agit seulement du second titre en français enregistré par Kid Francescoli après la version française de Dirty Blonde dans l’édition bonus de With Julia. The Player est un titre pop electro, fruit de l'addition de deux ébauches musicales distinctes qui deviendront le refrain et le couplet du titre final. Bad Girls qui repose largement sur la voix de Julia Minkin est d'un style très différent, inspiré du RnB. Moon (and It Went Like...), seul titre de l’album fredonné avec peu de paroles (par Julia Minkin), est un pur morceau électro qui dure plus de 6 minutes. La mélodie, devenue virale début 2020 sur les réseaux sociaux et notamment sur TikTok du fait de son usage par Jennifer Lopez et The Rock, est astucieusement illustrée par une réalisation originale de Cauboyz. La vidéo officielle du titre compte à elle seule près de 90 millions de vues sur YouTube. Ce titre est utilisé comme bande originale de séries TV (Mafiosa, Skam, Valeria...) ou de publicités (Lancôme).
Une nouvelle tournée internationale, le Play Me Again Tour, est lancée dès le 18 mars. Comptant déjà près de 50 dates, elle se déroule tout d'abord en France (Printemps de Bourges, Marsatac, Aucard de Tours, L'Astrolabe d'Orléans... ) puis dans plusieurs pays européens (en Italie à Florence, en Belgique à Bruxelles, en Suisse, en Allemagne). Après avoir rempli le Café de la Danse en début de tournée (le 23 mars), le groupe se produit à nouveau à Paris en fin d'année, le 16 novembre, au Trianon qui affiche complet également. En parallèle de sa tournée, Kid Francescoli est reçu par des médias nationaux comme Le Figaro ou France Inter par deux fois (dans Foule sentimentale et Le Nouveau Rendez-vous). Il fait également l'objet d'articles au Japon où son dernier album est commercialisé.
En 2018, la tournée se poursuit en France et à l'international avec des dates au Liban, en Suisse, au Portugal, en Angleterre, aux Pays-Bas, en Corée, en Indonésie, une tournée en Allemagne, en Chine (le Mao tour), en Espagne ainsi qu'un premier passage au Main Square Festival d'Arras en juillet. Elle s'achève le 5 décembre après une centaine de dates. En parallèle, Kid Francescoli remixe un titre pour Kazy Lambist et Blow.

### Lovers et la tournée mondiale(2019–2022)

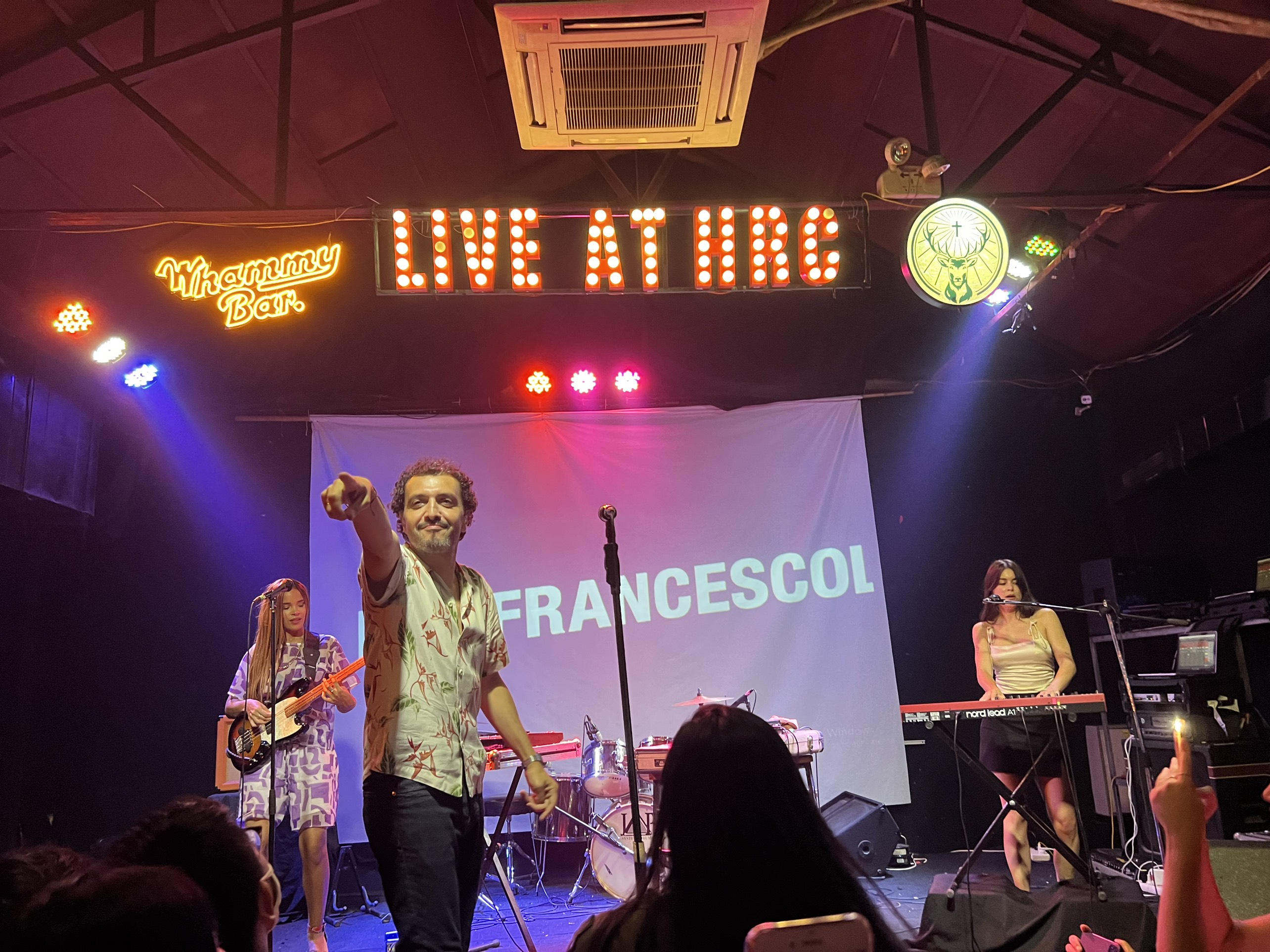
Kid Francescoli à Hanoi Rock City, en 2022 à Hanoï, Vietnam.

Pour préparer son cinquième album, Lovers, Mathieu Hocine s'entoure de quatre nouvelles chanteuses : Samantha, Nassee, Ioni et Sarah Rebecca. La sortie officielle de l'album, toujours produit sous le label Yotanka Records, a lieu le 31 janvier 2020 précédée de plusieurs singles : Eu quero (« Je veux » en portugais), le premier titre de l'album Lovers, parait en septembre 2019 suivi en octobre d'un deuxième single, Alive, puis d'un troisième, So Over, en décembre 2020.
Pour la nouvelle tournée internationale qui débute dès le 28 février 2020, Mathieu Hocine est entouré de deux nouvelles chanteuses, Andréa Durand et Lena Woods (puis Maud Ferron). Cette tournée compte des dates à travers toute l'Europe (Milan, Lausanne, Londres, Luxembourg, Amsterdam, Bruxelles et Istanbul), de premières dates en France avec notamment La Cigale à Paris le 26 mars 2020, un German Tour en Allemagne (Munich, Hambourg, Cologne et Berlin) en avril puis un passage aux Francofolies le 10 juillet. Le succès semble déjà au rendez-vous, plusieurs de ces dates ayant affiché complet avant même la sortie de l'album. Cependant, cette tournée est interrompue par la pandémie de Covid-19 pour plusieurs dates françaises dont La Cigale et les Francofolies (report d'un an). C'est dans ce contexte que, le 6 juillet 2020, Kid Francescoli donne un concert depuis une péniche sur la Seine diffusé en direct sur ARTE Concert. En l'absence de tournée, Mathieu Hocine réalise une reprise du titre I'll Try Anything Once des Strokes puis produit un inédit, Nopalitos, en session live filmée au profit du label Cercle Music sur une lagune au milieu de la jungle mexicaine.
En mars 2021, Kid Francescoli reçoit un single d'or hors France pour le titre Moon (and It Went Like...) ce qui correspond a plus de 15 millions d'écoutes payantes en ligne,. En parallèle, il s'aventure sur de nouveaux domaines : avec tout d'abord la reprise d'un grand classique, un morceau phare d'Erik Satie, la première des Gnossiennes sous l'égide de Deutsche Grammophon ; puis en relevant le défi de création d'une bande originale de film, en l'occurrence Azuro de Matthieu Rozé, en s'appuyant sur Italia 90, un de ses anciens titres (album With Julia) qu'il décline sur la base du scénario fourni.
En juin 2021, la tournée redémarre avec des dates à travers toute la France et notamment un passage à l'Olympia le 17 juin 2021 qui affiche complet. La tournée se poursuit sur tout le continent européen et au delà : Suisse, Grèce, Turquie, Géorgie, Grande-Bretagne, Irlande, Pays-Bas, Allemagne, Danemark, République tchèque, Pologne, Belgique, Autriche, Hongrie, Vietnam, Égypte et Maroc. Pour la première fois, sa tournée s'étend au continent américain avec des dates au Mexique en 2021, au Canada et aux États-Unis en 2022. Enfin, Kid Francescoli donne un concert au pic du Midi de Bigorre mais aussi à l'occasion de la Fête de l'Humanité. Cette tournée mondiale s'achève en octobre 2022 après plus de 100 concerts dans 26 pays sur 4 continents.
En novembre 2022, Kid Francescoli reçoit un single de diamant hors France pour le titre Moon (and It Went Like...) ce qui correspond a plus de 50 millions d'écoutes payantes en ligne.

### Sunset Blue(depuis 2023)
Il repart aussitôt en studio enregistrer son sixième album, ajoutant de nouvelles collaborations à son univers. Le 8 mars 2023, sort un premier single, You Are Everywhere, avec la collaboration au chant de Turbo Goth, un duo philippin. Puis un second single, 1986, sort le 17 mai et enfin un troisième, Run, Run, le 7 juin avec la collaboration au chant de Julietta.
Sunset Blue, son nouvel album, sort le 22 septembre 2023. Comptant 11 pistes, cet album a pour thème les jalons majeurs de la vie du compositeur et de son développement artistique, parcours largement influencé par la culture méditerranéenne.

## Discographie

### Singles
- 2013 : Blow Up + Remix de Blow Up par Fred Berthet (Microphone recordings)
- 2019 : Eu quero (featuring Samantha)
- 2019 : Alive (featuring Nassee)
- 2019 : So Over (featuring Ioni)
- 2021 : Nopalitos, inédit pour Cercle Music
- 2021 : You, Love (featuring Ioni)
- 2021 : Summer is gone
- 2023 : You Are Everywhere (featuring Turbo Goth)
- 2023 : 1986
- 2023 : Run, Run (featuring Julietta)

### Collaborations
- 2015 : Husbands - album Husbands - avec Simon Henner (French 79) et Mathieu Poulain (aka Oh Tiger Mountain)
- 2017 : La Riviera - titre Sans lendemain - avec French 79 et Date with Elvis

### Reprises
- 2010 : Sufjan Stevens - Sister Winter (Bandcamp)
- 2011 : The Beatles - Because - parue sur la compilation Beatles Mania de Béatrice Ardisson[48]
- 2015 : Cover hits da music Brasileira - Manhã de Carnaval
- 2016 : Cher et Nancy Sinatra - Bang Bang (My Baby Shot Me Down)
- 2021 : The Strokes - I'll Try Anything Once
- 2022 : Erik Satie - Gnossienne n.1 pour Deutsche Grammophon

### Remixes
- 2013 : Wu-Tang Clan - C.R.E.A.M
- 2014 : Alpes - Dream Ocean
- 2015 : SR Krebs - Grey Skies
- 2016 : Wildflower - Fool's Gold
- 2016 : Husbands - Where is My Ego
- 2016 : NZCA Lines - Two Hearts
- 2017 : Brisa Roché - Lit Accent
- 2017 : French 79 - Diamond Veins
- 2017 : Octave noire - Un nouveau monde`
- 2018 : Skygge - Multi Mega Fortune
- 2018 : Kazy Lambist - Love Song
- 2018 : Blow - Last Sunset, Last Goodbye
- 2021 : Sarah Rebecca - Make Me Smile
- 2021 : Télépopmusik - Breathe
- 2024 : French 79 feat. Olivia Merilahti  - You Always Say

### Featurings
- 2010 : The Performers - Superstar (guitare)
- 2011 : Nasser - Lust and Love
- 2016 : French 79 - Lovin' Feeling
- 2016 : Yul - Pop Soda

## Filmographie

### Clips
| Album                | Titre              | Mise en ligne     | Réalisation          |
| -------------------- | ------------------ | ----------------- | -------------------- |
| Kid Francescoli      | 25                 | 7 décembre 2008   | Frères Mario         |
| Kid Francescoli      | Vincent un attore  | 8 décembre 2008   | Double zéro          |
| It's Happening Again | In My Bed          | 26 janvier 2010   | Downtown             |
| It's Happening Again | 9 A.M.             | 8 février 2010    | Jerome Raffaelli     |
| It's Happening Again | One Moment         | 25 mai 2010       | Hawaii Fantôme       |
| It's Happening Again | 83 Horses          | 11 avril 2011     | Downtown             |
| It's Happening Again | Glass and Stones   | 17 juin 2011      | Frères Mario         |
| With Julia           | Prince Vince       | 1er février 2011  | Downtown             |
| With Julia           | Blow Up            | 14 mai 2013       | Hawaii & Smith       |
| With Julia           | Disco Queen        | 23 avril 2014     | Cauboyz              |
| With Julia           | Does She?          | 19 juin 2015      | Hawaii & Smith       |
| Play Me Again        | Les Vitrines       | 6 avril 2017      | Hawaii & Smith       |
| Play Me Again        | Moon               | 20 juin 2017      | Cauboyz              |
| Play Me Again        | Bad Girls          | 17 octobre 2017   | Cauboyz              |
| Lovers               | Eu quero           | 4 septembre 2019  | Transfuges           |
| Lovers               | Alive              | 9 octobre 2019    | Alexandre Kolasinski |
| Lovers               | So Over            | 10 décembre 2019  | Vincent Desrousseaux |
| Lovers               | City Lights        | 31 janvier 2020   | Vittorio Bettini     |
| Lovers               | You, Love          | 22 juin 2021      | LVUS                 |
| Lovers               | Cent Corps         | 17 septembre 2021 | Cauboyz              |
| Sunset Blue          | You Are Everywhere | 8 mars 2023       | Nicolas Despis       |
| Sunset Blue          | 1986               | 17 mai 2023       | Théo Frémont         |
| Sunset Blue          | Run, Run           | 3 juillet 2023    | Nicolas Despis       |
| Sunset Blue          | Take Time          | 12 octobre 2023   | Nicolas Despis       |
| Sunset Blue          | Sweet and Sour     | 8 février 2024    | Nicolas Despis       |

### Teasers
| Teaser               | Mise en ligne   | Réalisation    |
| -------------------- | --------------- | -------------- |
| It's Happening Again | 2 avril 2010    | Downtown       |
| Blow Up              | 12 avril 2013   | Hawaii & Smith |
| With Julia           | 27 février 2015 | Hawaii & Smith |
| Does She ?           | 10 juin 2015    | Hawaii & Smith |

### Sessions
- Octobre 2016 : session live dans les studios Findspire (Boom Boom #2, Blow Up, Disco Queen, Prince Vince) ;
- 20 mars 2017 : session live Plus près de toi chez Radio Nova dans Le Grand Mix : (Les Vitrines, Come Online, Blow Up) ;
- 24 juin 2017 : session live à  Marseille sur le toit du hall 6 du Parc Chanot à l'occasion du festival Marsatac (The Player) ;
- 6 juillet 2020 : concert diffusé en direct sur ARTE Concert depuis une péniche sur la Seine, émission Passengers ;
- 18 mars 2021 : session enregistrée pour Cercle Stories dans la lagune de Nopalitos au Mexique ;
- 30 aout 2022 : session live No Cut Sourdoreille à la sortie du Vieux-Port de Marseille au fort saint Jean et au Musée des Civilisations de l'Europe et de la Méditerranée pour France TV Culturebox (Nopalitos).

### Musiques de pub, de séries et films
Musiques de pub
- 2013 : Chanel / Mascara inimitable[49] : 9 A.M
- 2014 : Façonnable / French Riviera[50] : Blow Up
- 2014 : Lanvin / ME l'eau[51] : 9 A.M
- 2015 : Lanvin / Eclat d'Arpege[52]: Boom Boom #2
- 2016 : Lacoste / L12.12 Magnetic Pour Elle et Lui[5] : Bang Bang (My Baby Shot Me Down)
- 2018 : Lancôme / New Blanc Expert Cushion [53]: Moon
- 2020 : Aldi / Place au nouveau consommateur : Moon
- 2021 : Citroën / Nouvelle Citroën C5X : remix de Love Song (Kazy Lambist)

Musiques de séries TV
- 2010 : Mafiosa, saison 3[54]
- 2012 : Rendez-vous en terre inconnue avec Gérard Jugnot : Before A Gig
- 2012 : Rendez-vous en terre inconnue avec Zabou Breitman : Mad Legs et Clasico Belmondo
- 2019 : Skam, saison 3 : Moon
- 2020 : Valeria, saison 1 : Moon
- 2021 : Emily in Paris, saison 2 : Summer is Gone

Musiques de films - bande originale
- 2022 : Azuro, long métrage de Matthieu Rozé

## Membres

### Membres actuels
- Mathieu Hocine — auteur-compositeur, claviers, chant, direction artistique
- Andrea Durand — chant
- Raphaël Léger — batterie

### Anciens membres
- Julia Minkin — textes, chant
- Mathieu Chrétien — batterie
- Laetitia Abello — chant
- David Borras — claviers
- Olivier Scalia — synthétiseur
- Nicolas Viégeolat — batterie

## Distinctions
- 2002 : un titre pré-sélectionné dans le cadre du concours CQFD du magazine Les Inrocks[8] ;
- 2004 : finale française à 10 du concours Projet Démo chargé de sélectionner un artiste pour le Festival international de Benicàssim[8] ;
- 2006 : participe aux pré-sélections de la région PACA pour le Printemps de Bourges[11] ;
- 2010 : finale du concours CQFD du magazine Les Inrocks avec Oh Tiger Mountain[16] ;
- 2011 : une du magazine régional Les Inrocks ;
- 2021 : single d'or remis en mars, soit plus de 15 millions d'équivalents streams hors France (certifié UPFI) pour Moon (and It Went Like...);
- 2022 : single de diamant remis en novembre, soit plus de 50 millions d'équivalents streams hors France (certifié UPFI) pour Moon (and It Went Like...);
- 2023 : single d'or France remis en février, soit plus de 15 millions d'équivalents streams France (certifié UPFI) pour Moon (and It Went Like...);
- 2023 : single d'or export remis en septembre, soit plus de 15 millions d'équivalents streams hors France (certifié UPFI) pour Blow Up.

## Production
- 2017 : Date with Elvis - album First Date